# Podlasek (Siedliszowice)
Podlasek – część wsi Siedliszowice w Polsce, położona w województwie małopolskim, w powiecie tarnowskim, w gminie Żabno.
W latach 1975–1998 Podlasek położony był w województwie tarnowskim.